# Croix de cimetière de Guern

La Croix de cimetière de Guern est située  au cimetière de Guern dans le Morbihan.

## Historique
La croix de cimetière de Guern fait l’objet d’une inscription au titre des monuments historiques depuis le 13 mai 1937.

## Galerie

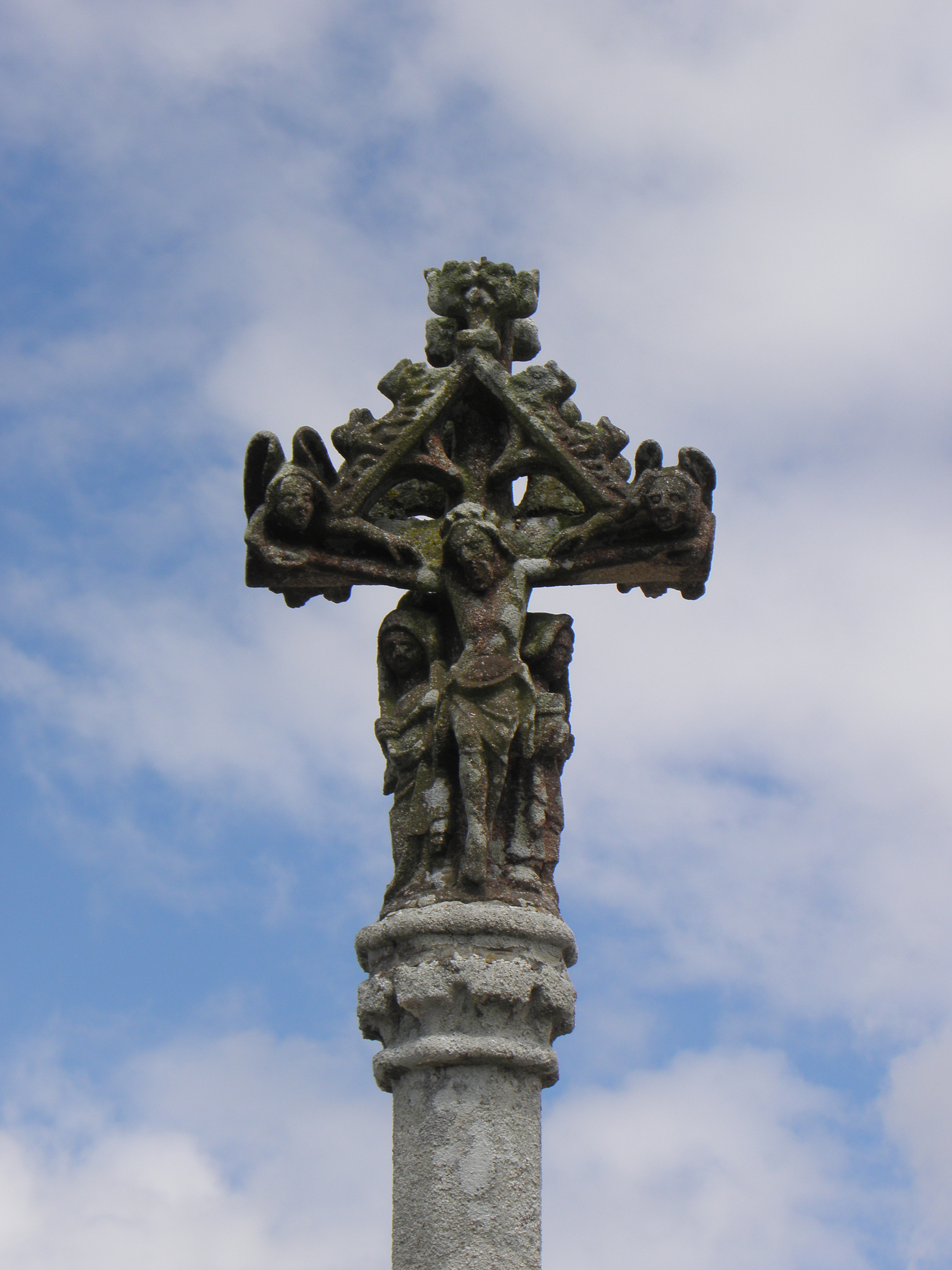
Le Christ en Croix entre la Vierge et Saint-Jean.
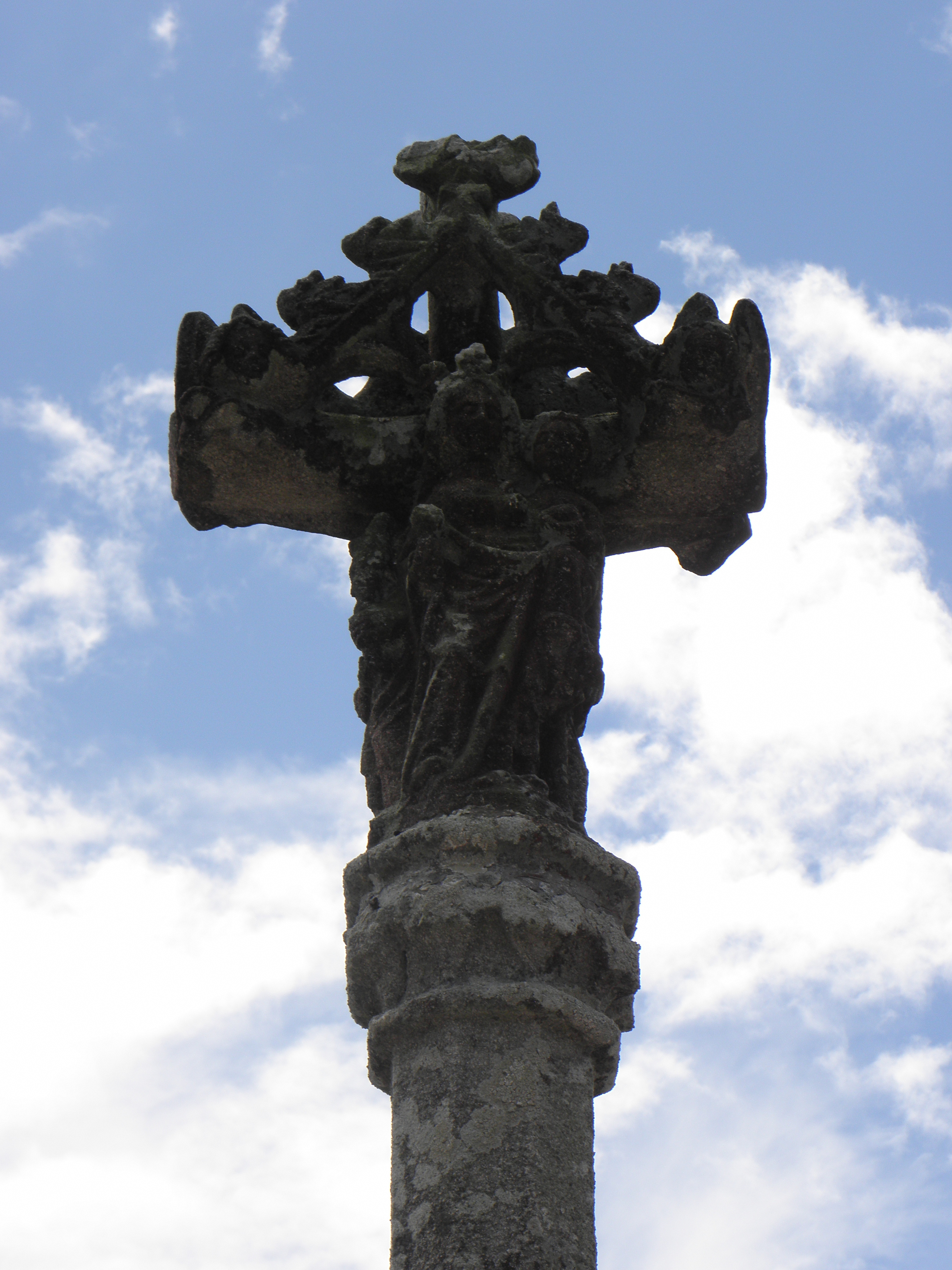
Vierge à l'Enfant.